# Mad in America (site web)

Mad in America est un webzine consacré aux perspectives critiques sur la psychiatrie moderne.
Le webzine a été fondé en 2012 par Robert Whitaker, qui publie également le site. Whitaker a décidé de créer ce site à la suite des réactions positives à ses livres Mad in America et Anatomy of an Epidemic. Son objectif proclamé était à l'origine formulé comme suit : « La mission de Mad in America est de servir de catalyseur pour repenser les soins psychiatriques aux États-Unis (et à l'étranger). Nous pensons que le paradigme actuel des soins basés sur la drogue a échoué dans notre société, et que la recherche scientifique, ainsi que l'expérience vécue des personnes chez qui un trouble psychiatrique a été diagnostiqué, appelle un changement profond.' » Mad in America a été décrit comme « un site parapluie important pour les engagements critiques avec la psychiatrie ».